# Garrison Hearst
Gerard Garrison Hearst (Lincolnton, 4 gennaio 1971) è un ex giocatore di football americano statunitense che ha giocato nel ruolo di running back per dieci stagioni nella National Football League (NFL). Fu scelto dai Phoenix Cardinals come terzo assoluto nel Draft NFL 1993. Al college giocò a football a Georgia.

## Carriera professionistica
Malgrado l'essere stato scelto come terzo assoluto, Hearst fu usato sporadicamente nelle prime due stagioni coi Cardinals. Nel 1995 invece esplose correndo 1.070 yard, venendo premiato col suo primo Comeback Player of the Year Award dalla Pro Football Writers Association. A fine anno, tuttavia, il contratto non gli fu rinnovato e si accasò ai Cincinnati Bengals. Vi giocò per una stagione correndo per 847 yard, prima di passare ai San Francisco 49ers.

### San Francisco 49ers
Hearst giocò i suoi anni migliori coi 49ers. Nel suo primo anno, il 1997, corse 1.019 yard e segnò quattro touchdown, divenendo il primo giocatore della squadra a superare le mille yard corse da Ricky Watters nel 1992. Quei quattro touchdown furono più di quanti ne avesse segnati nella sua intera carriera professionistica prima del 1997.
La vera affermazione di Hearst giunse però nel 1998, quando corse 1.570 yard e 7 touchdown, con una media di 5.1 yard a portata. Solo Terrell Davis e Jamal Anderson corsero più yard quell'anno. Quelle 1.570 superarono anche il record di franchigia di Roger Craig (1.502 yard nel 1988). Tale primato fu superato da Frank Gore nel 2006. Con 535 yard ricevute arrivò a un totale di 2.105 quell'anno, un altro record di squadra strappato a Craig (2.066 yard nel 1985) e poi superato da Gore (2.180 yard nel 2006). Contro i Detroit Lions, nel finale di stagione, stabilì il record dei Niners correndo 187 yard in una singola gara, poi superato da Charlie Garner (201 yard) nel 2000 e da Gore (212 yard) nel 2006.
Dopo quella grande stagione regolare, corse 128 yard nella vittoria nel primo turno di playoff contro i Green Bay Packers. Nel successivo, San Francisco affrontò gli Atlanta Falcons. Nella prima giocata della partita, Hearst subì una grave frattura alla caviglia che mise a rischio la sua carriera. Nuove complicazioni sorsero durante l'operazione chirurgica a causa di problemi circolatori che portarono a un'osteonecrosi. Per lo stesso problema alla sua anca, Bo Jackson fu costretto a ritirarsi dal football.
Dopo due anni di riabilitazione, Hearst tornò a giocare nel 2001, il primo giocatore della storia a tornare in campo dopo un'osteonecrosi. Disputò un'ottima stagione, correndo 1.206 yard a una media di 4,8 a portata. I 49ers, che avevano avuto un record di 10-22 senza Hearst, terminarono con un bilancio di 12-4, mentre il giocatore fu premiato col suo secondo Comeback Player of the Year award.

### Ultimi anni
Hearst rimase per altre due stagioni coi 49ers ma fu usato come meno frequenza poiché la squadra preferì puntare su Kevan Barlow. Hearst corse tuttavia 972 e 768 yard nel 2002 e 2003, rispettivamente.
Hearst fu svincolato dopo la stagione 2003, in cui la squadra diede l'addio a diversi giocatori chiave. L'ultima stagione la passò nel 2004 tra le file dei Denver Broncos.

## Palmarès
- Convocazioni al Pro Bowl: 2

1998, 2001
- First-team All-Pro: 1

1998
- NFL Comeback Player of the Year Award: 2

1995, 2001
- Doak Walker Award - 1992

## Statistiche
| Yard su corsa      | 7.966 |
| Touchdown su corsa | 30    |